# Coínco
Coínco este un târg și comună din provincia Cachapoal, regiunea O'Higgins, Chile, cu o populație de 6.709 locuitori (2012) și o suprafață de 98,2 km2.